# Cristella submutabilis
Cristella submutabilis är en svampart som först beskrevs av Höhn. & Litsch., och fick sitt nu gällande namn av Donk 1957. Cristella submutabilis ingår i släktet Cristella och familjen Sebacinaceae.   Inga underarter finns listade i Catalogue of Life.